# Kraenepoel
Le Kraenepoel, parfois appelé étang du Kraenepoel ou lac du Kraenepoel, est une pièce d'eau semi-artificielle de 22 ha avec des forêts environnantes, en Flandre orientale dans la commune d’Aalter (Belgique).
Pendant les périodes de gel, le Kraenepoel gèle parfois partiellement ou complètement. Comme le Kraenepoel est relativement peu profond, c'est généralement l'un des premiers étangs de la région où l'on peut patiner à glace.

## Historique
Le Kraenepoel est le dernier des dizaines d'étangs de champs dont, au Moyen Âge, la lande de bruyère d'Aalter à Bruges était parsemée.
Le bassin a été créé à partir du XIIIe siècle, quand les habitants ont déterré des pierres ou tourbe. Les trous ainsi créés ont été utilisés pour la pisciculture. Le nom Kraenepoel fait encore référence à l'ancien nom néerlandais de tourbe : kraene ou krane.
Dans les archives, l'étang est mentionné pour la première fois en 1529. L'étang a été exploité comme étang à poissons pendant des siècles. Les poissons d'eau douce ont toutefois perdu de leur popularité au profit des poissons de mer plus faciles à débarquer. En conséquence, de nombreux étangs ont perdu leur importance économique et ont disparu. À la fin du XVIIe siècle et au XVIIIe siècle, le Kraenepoel a été dégradé en marais.
Grâce à Jacob Lieven van Caneghem, le Kraenepoel est resté un tout et n'a jamais été divisé. En 1808, il achète le Kraenepoel, à l'époque plus une lande humide qu'un véritable étang. Il fit construire autour d'elle une petite digue, grâce à laquelle le niveau de l'eau est monté. De cette façon, il pouvait y mettre du poisson. Après quelques années d'élevage, le propriétaire a simplement vidé l'étang pour attraper les poissons. Cette technique de pêche a été utilisée régulièrement jusqu'à la Seconde Guerre mondiale.

## Flore et faune
Le drainage périodique de l'étang a eu un effet positif sur la flore à l'intérieur et autour de l'étang. Comme le sol pauvre en nutriments était parfois sec, un système écologique spécial a été créé avec la végétation correspondante. Lorsque l'étang a été remis en état en 1994, on a découvert sur le fond de l'étang les très rares waterbies aiguilles et les waterbies ovoïdes. L'herbe Moerashertshooi n'est présent nulle part ailleurs en Flandre. L'ajonc plutôt rare pousse sur les rives du Kraenepoel.
En ce qui concerne la faune, différentes espèces peuvent être trouvées. Il y a environ 22 espèces différentes de libellules. Pour les oiseaux nicheurs, le Kraenepoel est un endroit relativement important (précisions existantes dans la version néerlandaise). En tant que lieu d'hivernage de la faune, le Kraenepoel est particulièrement important pour les canards sauvages, foulque, pelleteuse, canards touffus, canards à plume et sarcelles (précisions existantes dans la version néerlandaise).

## Protection
En 1957 le Kraenepoel est devenu un paysage protégé. En 1996 le conseil communal a acheté une partie et depuis 2002, la commune d’Aalter et la Communauté flamande sont également propriétaires du sud du bassin.
Le Kraenepoel est protégé en Europe en tant que partie intégrante de Natura 2000 - Voir le site Forêts et landes de la Flandre sablonneuse : partie orientale. (BE230000005).

## Article lié
- Villa Kraenepoel